# Auslikon
Auslikon är en ort i kommunen Pfäffikon i kantonen Zürich i Schweiz. Den ligger vid Pfäffikersee, cirka 20 kilometer öster om centrala Zürich. Orten har 627 invånare (2021).